# Renistipula
Renistipula là một chi thực vật có hoa trong họ Thiến thảo (Rubiaceae).

## Loài
Chi Renistipula gồm các loài: